# Chronos
Chronos (рус. хронос) — российская музыкальная группа, образованная в 2004 году в Москве. Проект создан Ником Клименко, профессиональным музыкантом и звукорежиссёром. Музыкальный стиль проекта варьируется в рамках различных направлений электронной музыки в сочетании с мотивами классических и этнических жанров музыки и в сопровождении живых музыкальных инструментов, а также вокала и записей звуков природы и живых голосов.

## Состав группы
- Ник Клименко — идеология, музыка, клавишные.
- Алексей Аншелес — музыка, гитара
- Галина Щетинина — музыка, виолончель, вокал.
- Алексей Шаповалов — музыка, этнические инструменты, перкуссия.
- Динара Юлдашева — вокал, джембе.

## Описание проекта
Идейным вдохновителем группы является Ник Клименко, композитор, звукорежиссёр, саунд-дизайнер, основатель школы электронной музыки и студии Stereoschool, разработчик авторских курсов по написанию электронной музыки. Ник занимается музыкой с юных лет во множестве её проявлений, закончил Первую Национальную Школу Телевидения по специальности «Звукорежиссёр телевидения», выступал в качестве диджея на многочисленных мероприятиях в России, на Украине и в Европе, а также ведущим радио-шоу «Полёт Перед Сном» на первой российской интернет-радиостанции электронной музыки Sunwave Radio. Ник также является сертифицированным тренером компании Steinberg по секвенсору Cubase 7, создателем звуковых библиотек для синтезаторов для таких компаний, как Yamaha, Korg, Access, официальным саунд-дизайнером немецкой компании Best Service.
В разные годы сотрудничество с лейблами: Altar Records (Канада), Soundmute Records (Англия), Sentimony Records (Украина), Random Records (Испания), Uxmal Records (Мексика), Beats & Pieces Records (Израиль), Mystic Sound Records (Россия), Aventuel Records (Россия), Ajana Records (Нидерланды), Plusquam Records (Германия), Ajnavision Records (Португалия), Cosmicleaf Records (Греция), а также со множеством музыкантов со всего мира (Aes Dana, Shulman, Khooman, Koan, Astropilot, Asura, Taff, Planetarium, Lemonchill, Astralwaves, Maiia, Side Liner, Zero Cult).
Началом проекта Chronos считается 2004 год, когда первые релизы треков появились на сборнике отечественного лейбла «Квадро-диск», затем на сборнике немецкого лейбла Ajana Records. В 2007 году на лейбле Sunline Records выходит дебютный альбом Steps to the Great Knowledge с его презентацией на полноформатном мероприятии Flexible Dreams в клубе Pag&Arm. В этом же году в проект вливается Дмитрий Нещадим (С.J. Catalizer), так как два молодых музыканта нашли музыку друг друга близкой по ритмике и звучанию. Вместе они выступают на множественных площадках Москвы, Подмосковья, городов России и Украины, начинают выступать в сопровождении живых инструментов и с вокалом, а в 2009 году выпускают совместный альбом Quid Est Veritas. Далее Дмитрий покидает проект, а в составе коллектива в разные годы участвуют различные музыканты.
На данный момент в рамках проекта Chronos Ник выпустил 7 студийных альбомов, 10 синглов, большое количество треков на сборниках в различных странах, саундтреков для авторских роликов, дипломных работ и иностранных телепередач на тему природы. Выступления коллектива охватывают большое разнообразие площадок: от небольших клубов, масштабных вечеринок, живых концертов в кинотеатрах до планетариев и знаменитых фестивалей, а также визуальных шоу, мероприятий федерального уровня.
Музыка Chronos — это постоянное экспериментирование на сцене и в студии с новым звучанием и технологиями. Музыка являет собой, прежде всего, совокупность современных ритмов и мощных секвенций (Ник Клименко), задумчивой виолончели (Галина Щетинина) и выразительных гитарных соло (Алексей Аншелес). В музыкальном наполнении соединяются передовая электронная музыка (idm, psybient, chillout, trip-hop, downtempo, ambient, breaks) с мотивами фанка, джаза, этно, фламенко и рока.
В концертах группы принимают участие дружественные музыканты с различными академическими и этническими живыми инструментами (гитара, виолончель, скрипка, саксофон, перкуссия, диджериду, тамбурин, хангдрам, варган). Каждое выступление проекта в полном составе — это неповторимый концерт атмосферного звучания смешанных стилей, техник и выразительных вплетений инструментов.
Параллельно Ник развивает свой сольный breaks/progressive проект NK Vibes и synth-pop/electro-acoustic проект Sparky4 (в соавторстве с Алексеем Аншелесом, Галиной Щетининой и Жанной Кузьминой).

## Значимые события
- 2007 — презентация альбома Steps to the Great Knowledge на мероприятии Flexible Dreams («Pag&Arm», Москва)
- 2008 — живое выступление на масштабном мероприятии Phonokol Ultra Live («Форум холл», Москва)
- 2008 — презентация альбома Quid Est Veritas в рамках аудиовизуального и концептуального арт-проекта TIP World Party («Форум холл», Москва)
- 2009 — участие в психоделическом чилл-аут фестивале Echo (Казань)
- 2010 — аудио-сопровождение мистериальной live-painting постановки «Трансфигурации»[1] художника-визионера Алекс Грея (Клуб «Крыша Мира», Москва)
- 2010 — участие в 12-часовом музыкальном марафоне «Россия, вперёд» (ВВЦ, Москва)
- 2011 — живое выступление и эксклюзивная презентация альбома Inspirational Power на мероприятии Microcosmos (Клуб «Place», Санкт-Петербург)[2]
- 2011 — выступление на фестивале Spirit Base в Австрии и Венгрии (2012)
- 2012 — аудио-визуальный концерт и презентация альбома When Mars Meets Venus в Киевском планетарии «АTMASFERA 360»
- 2012 — выступления на фестивале «Липкий Джем» в клубе «Da:Da», (Санкт-Петербург) и клубе «Moscow Hall», (Москва)
- 2012 — концерты космической электронной музыки и презентации альбома When Mars Meets Venus в кинотеатрах «Салют» и «Молодёжный» (Москва)
- 2012 — живой концерт Chronos band в арт-этаже «Шоколадная фабрика» (Москва)
- 2013 — выпуск обучающего видео-курса по композиции и аранжировке совместно с zwook.ru[3]
- 2013 — украинские гастроли: презентации альбома We Are One в Киевском планетарии «АTMASFERA 360»[4] и в Независимом культурном центре «Indie» (Харьков)
- 2013 — участие в уличном интерактивном научно-техническом мероприятии «Стар Трек Фест»[5] (Москва)
- 2013 — презентация альбома Helios на авторском мероприятии Winter Ambient Session (Чайный клуб Moychay.ru, Москва)
- 2014 — космический концерт на 10-м Зимнем Форуме любителей астрономии «Рождественская Ночь-2014» в Крымской астрофизической обсерватории (Научный, Крым)
- 2014 — живое выступление на мероприятии «Связь с космосом» в креативном пространстве «Цэх» (Минск)
- 2014 — живой концерт We Are One и празднование десятилетия проекта Chronos music (Клуб «Вермель», Москва)
- 2014 — выступление на эко-данс-фестивале «Тримурти» (Тверская область)
- 2014 — выступление на фестивале «Тортуга» (Московское море)
- 2014 — Самарские гастроли: эксклюзивный концерт в клубе «Чайковский»

## Дискография

### Студийные альбомы
1. «Steps to the Great Knowledge» (2007) 
1. The Gates
2. Step By Step
3. Stonehendge
4. Mandala
5. Self Overcoming
6. Mayan Artifact (part 1)
7. Mayan Artifact (part 2)
8. Shamora Ritual
9. Mayan Artifact

2. «Quid Est Veritas» with C.J. Catalizer (2009)

1. The Call
2. 4 AM
3. Ice Hearts Age
4. Unknown Civilizations
5. Spiral Clouds (Kumharas Edit)
6. Voice of Infinity
7. Crystalic Sea
8. Sounds of the World
9. Across the Universe (album edit 2009)
10. Sky Path (Zero Cult remix)
11. Quid Est Veritas?

3. «Inspirational Power» (2010) 
1. Autumn Leaves
2. Planetarium (Ambient Version)
3. Towards the Light House
4. Deus Ex Machina
5. Deep Unity (Album Version)
6. Sky Path (Folk Remix)
7. Planetarium (Taff Remix)
8. Asura — The Prophecy (Chronos Remix)
9. Optimistic Future
10. Forgiveness

4. «When Mars Meets Venus, Part One: Mars» (2012) 
1. Leaving Geia (Mechanical Edit)
2. Arkturus
3. Hi Tech Mosaic
4. Sequenced Engine
5. Zirda
6. One Touch & Whole Life
7. Shining Parallel World
8. Lullaby For The Little Robot
9. Broken Song
10. Pain Feedback
11. Alex Sparky

5. «When Mars Meets Venus, Part Two: Venus» (2012) 
1. Leaving Geia
2. Vector Of Friendship
3. Star Swimmer
4. Red Planet
5. Dark Flame Landing
6. Soaring In Abyss
7. Venus Eyes
8. Eclipse Of Inner World
9. Galactic Winter

6. «Helios» (2013)

1. Out of Chaos
2. Moon Through a Lense
3. Deimos
4. Rotating Light Circles
5. Osiris (feat. Proton Kinoun)
6. Oracul
7. Dolphinium
8. Ancient Bells

7. «We Are One» (2014)

1. Synth Tuning
2. Endless Rotation Of Feelings
3. We Are One
4. Space Cake (Gayatri Evening Version)
5. Solar Movement 2013
6. One Touch & Whole Life (United Rmx)
7. Tetra Window Room
8. Lullaby For The Little Robot (Acoustic Mix)
9. Limits Breaker (Album Version)
10. Alex Sparky (Progressive Mix)

8. «Keep In Your Heart» (2016) 
1. Shawasana
2. Only Love
3. Keep In Your Heart
4. Masala Putri
5. Billy’s Jeans Meet The Desert Night
6. Monks Gonna Funky
7. Give Me Liberty
8. I’ll Better Walk Alone
9. Chronos & OkoloSna — Sumerian Crystal
10. Kunilingus (Kunio Live Version)
11. OkoloSna & Chronos — Fallen Sky
12. Leelah (Mystic Edit)

9. ''Inner Darkness" (2017)
1. Inner Darkness
2. I’m Not Pretty
3. NESK (Mother Healing Version)
4. Anatomy Of The Fear
5. Your Guilty Soul
6. Anatomy Of The Fear (Mahaon Remix)
7. Anatomy Of The Fear (OkoloSna Remix)
8. Inner Darkness (Dreaming Cooper Remix)
9. Inner Darkness (JBC Arcadii Remix)
10. Anatomy Of The Fear (Sol8 Remix)
11. NESK (Unusual Cosmic Process Remix)
12. I’m Not Pretty (Squarking Jazz Remix)

### Ремикс-альбомы и синглы
1. Natus In Spiritus (2009)
2. Vargan (2010)
3. When the Day Turns to Night (with Taff) (2010)
4. Space Sweets & Logical Beats (2011)
5. Limits Breaker (2012)
6. Two Paths (2012)
7. Tea & Music (2012)
8. Mars & Venus remixes (2013)
9. Improvisations (2014)
10. Chronos & Alex Shapovalov — Warm Deep Space (2014)